# The Phantom of the Opera (musical 1991)
The Phantom of the Opera è un musical del 1990 tratto dal romanzo omonimo di Gaston Leroux; con musiche di Lawrence Rosen e Paul Schierhorn, su libretto di Bruce Falstein.
Messo in scena a Miami con la regia di Darwin Knight ed interpretato da David Staller (Erik), Elisabeth Walsh (Christine), Chrisopher Rath (Raoul) nel febbraio del 1990, è rimasto in scena per quattro mesi ricevendo recensioni discordanti. Criticati, da alcuni, i presunti debiti verso lo spettacolo di Andrew Lloyd Webber (a partire dal look del protagonista) rispetto al quale è generalmente considerato musicalmente più convenzionale. Consensi quasi unanimi invece per l'interpretazione di David Staller.
Nell'inevitabile paragone con la versione di Lloyd Webber, lo spettacolo, al di là dei differenti meriti artistici, presenta alcune distinzioni di base tanto nel libretto (dalla trama più lineare, con una spiccata prevalenza dei momenti parlati su quelli cantati) quanto nella messinscena (molto più semplice e sobria).
Attualmente è disponibile in VHS e DVD la videoregistrazione della performance scenica del cast originale.